# シャバーブ・アル・オルドゥン・クラブ
シャバーブ・アル・オルドゥン・クラブ（アラビア語: نادي شباب الاردن, 英語: Shabab Al Ordon Club）は、ヨルダンのアンマンをホームタウンとするサッカークラブ。

## 概要
アル・オルドゥン（アル・ウルドゥン）は、アラビア語で「ヨルダン」の意。2007年、AFCカップ2007決勝戦でアル・ファイサリー・アンマンに2戦合計2-1で勝利し、AFCカップ初優勝を果たした。

## タイトル

### 国内大会
- ヨルダンリーグ 優勝 (2) : 2005-06, 2012-13
- ヨルダンFAカップ 優勝 (2) : 2005-06, 2006-07
- ヨルダン・スーパーカップ（英語版） 優勝 (2) : 2007, 2013
- ヨルダンFAシールド（英語版） 優勝 (2) : 2007, 2016

### 国際大会
- AFCカップ 優勝 (1) : 2007

## 過去の成績
- 2004-05 ヨルダンリーグ : 4位
- 2005-06 ヨルダンリーグ : 優勝
- 2006-07 ヨルダンリーグ : 4位
- 2007-08 ヨルダンリーグ : 3位
- 2008-09 ヨルダンリーグ : 2位
- 2009-10 ヨルダンリーグ : 3位
- 2010-11 ヨルダンリーグ : 3位
- 2011-12 ヨルダンリーグ : 7位
- 2012-13 ヨルダンリーグ : 優勝
- 2013-14 ヨルダンリーグ : 9位

### AFC主催大会成績
- AFCチャンピオンズリーグ
  - 2014 : 予選1回戦
- AFCカップ
  - 2007 : 優勝
  - 2008 : グループステージ
  - 2010 : ラウンド16
  - 2014 : グループステージ

## 歴代所属選手
- オダイ・アル・サイフィ 2004-2009
- アラー・アブドゥッザフラ 2007
- ウダイ・ザハラーン 2009-
- アブダッラー・ディーブ 2008-09, 2010-11